# Eva Morris
Eva Sharpe Morris (8 de novembro de 1885 – 2 de novembro de 2000) foi, entre dezembro de 1999 e a data do seu falecimento, a pessoa mais velha do mundo, tendo falecido aos 114 anos e 360 dias. Era natural do condado de Staffordshire, no Reino Unido. Sucedeu-lhe no título Marie Brémont, de 114 anos de idade.